# نانو راديو
النانو راديو أو جهاز الراديو النانوي (ويسمى أيضًا راديو الأنابيب النانوية الكربونية) عبارة عن تقنية النانو تعمل بمثابة جهاز إرسال واستقبال لاسلكي باستخدام أنابيب نانوية كربونية. أُنشئ أول جهاز نانو راديو في عام 2007 من قبل باحثين في جامعة أليكس زتل في جامعة كاليفورنيا، بركلي، حيث نجحوا في نقل إشارة صوتية. نظرًا لصغر حجمه، يمكن أن يحتوي النانو راديو على العديد من التطبيقات الممكنة مثل وظيفة الراديو في مجرى الدم.

## الخصائص
صغر الحجم، يُقدّر عرضه 10 نانومتر وطوله مئات من النانومتر، وتركيبة النانو راديو توفر العديد من الخصائص المميزة. يمكّن الحجم الصغير للنانو راديو الإلكترونات من المرور دون احتكاك كبير، ما يجعل موصلات النانو راديو فعالة. أجهزة النانو راديو يمكن أيضًا أن تأتي بأحجام مختلفة؛ يمكن أن تكون مزدوجة الجدران، وثلاثية الجدران ومتعددة الجدران. بصرف النظر عن الأحجام المختلفة، يمكن أن تأخذ أجهزة النانو راديو أشكالًا مختلفة مثل شكل منحني أو مستقيم أو حلقي. ومن الشائع بين جميع أجهزة النانو الراديو مدى طاقتها النسبية. يمكن أن تُعزى المقاومة إلى قوة الروابط بين ذرات الكربون.

## وظيفة النانو راديو
الأجزاء الأساسية للراديو هي الهوائي والمعدل وفاك التعديل والمضخم. وتعتبر الأنابيب النانوية الكربونية مميزة لأنها يمكن أن تعمل بمثابة هذه الأجزاء دون الحاجة إلى دارات إضافية.

### الهوائي
جهاز النانو راديو صغير بما يكفي ليسمح للإشارات الكهرومغناطيسية أن تذبذب النانو راديو ميكانيكيًا. يعمل النانو راديو بشكل أساسي بمثابة هوائي عن طريق التذبذب بنفس تردد الإشارة من الموجات الكهرومغناطيسية الواردة؛ وهذا يتناقض مع هوائيات الراديو التقليدية، والتي تكون بشكل عام ثابتة. ويمكن أن تتذبذب الأنابيب النانوية عند ترددات عالية، من «آلاف إلى ملايين المرات في الثانية».

### المعدل
يمكن أن يعمل النانو راديو أيضًا كمعدل من خلال تمديد أو تقليل طول الأنابيب النانوية؛ يؤدي القيام بذلك إلى تغيير تردد الرنين الذي يتذبذب عنده، ما يتيح للراديو توليف ترددات معينة. يمكن تمديد طول الأنبوب النانوي عن طريق سحب الطرف باستخدام قطب كهربائي موجب ويمكن اختصاره عن طريق إزالة الذرات من الطرف. وبالتالي، فإن تغيير الطول مستمر ولا يمكن إلغاؤه؛ ومع ذلك، فإن طريقة تغيير المجال الكهربائي يمكن أن تؤثر أيضًا على تردد استجابة النانو راديو دون أن تكون مستمرة.

### المضخم
للاستفادة من الحجم المجهري وشكل الإبرة، يعمل النانو راديو بشكل طبيعي كمضخم. تعرض الجسيمات النانوية الإصدار المجالي، حيث يصدر جهد كهربائي صغير تدفقًا من الإلكترونات؛ ونتيجةً لذلك، تنتج موجة كهرومغناطيسية صغيرة تدفقًا كبيرًا من الإلكترونات، ما يؤدي إلى تضخيم الإشارة.

### فاك التعديل
فك التعديل هو في الأساس فصل إشارة المعلومات عن الموجة الحاملة. عندما يتذبذب النانو راديو بالتزامن مع إشارة الموجة الحاملة، يستجيب النانو راديو فقط لإشارة المعلومات ويتجاهل إشارة الموجة الحاملة؛ وهكذا، فإن النانو راديو يمكن أن يكون بمثابة أداة فك التعديل دون الحاجة إلى دارات.

## تطبيقات طبية
يستخدم العلاج الكيميائي حاليًا مواد كيميائية لا تضر الخلايا السرطانية فحسب، بل الخلايا السليمة أيضًا لأنها توضع في مجرى الدم. يمكن استخدام أجهزة النانو راديو لمنع تلف الخلايا السليمة عن طريق الاتصال عن بعد مع الراديو لإطلاق الأدوية واستهداف الخلايا السرطانية على وجه التحديد. يمكن أيضًا حقن أجهزة النانو راديو في خلايا فردية لإطلاق مواد كيميائية معينة، ما يتيح إصلاح خلايا محددة. يمكن أيضًا استخدام النانو راديو لمراقبة مستويات الإنسولين لمرضى السكري واستخدام تلك المعلومات لإطلاق جرعة دواء أو مادة كيميائية.